# 馬家槍
馬家槍，廣東武術，為中國武術流派之一，是中山市非物質文化遺產。

## 源流
據傳馬家槍乃是漢朝名將馬援所創，但流傳至明朝時吳殳在《手臂錄 （页面存档备份，存于）》中認為馬家之人之時之地，皆無可考，但馬家槍在明朝時確實頗為盛行，在戚繼光的《紀效新書》中也說明:"是以行於世者卒皆沙家、馬家之法。蓋沙家竿子、馬家長槍各有其妙"。

## 介紹
馬家槍屬於長兵器。枪技兼具棍法，以棍法为皮肉，枪法为骨幹，枪法强调用枪灵活多变，所用長枪槍身长而重，枪腰刚劲，枪头轻巧，动作紧密迅速，可擊打可突刺。

## 外部連結
省级非遗申报片拍摄之沙涌马家枪 （页面存档备份，存于）

## 來源
1. ↑  .   [2023-01-31]. （原始内容存档于2023-01-31）. （页面存档备份，存于）